# Emperatriz He (dinastía Han)
La Emperatriz He (muerta en 189), el nombre personal es desconocido, póstumamente conocida como Emperatriz Lingsi, fue una emperatriz de la dinastía Han Oriental. Fue la segunda emperatriz consorte del Emperador Ling y la madre del Emperador Shao. Después de la muerte del Emperador Ling en 189, se convirtió en emperatriz viuda al subir al trono su joven hijo, Liu Bian (Emperador Shao). Se vio envuelta en un conflicto entre su hermano, el general en jefe He Jin, y la facción de los eunucos, que competían por el poder en la corte imperial Han. Después del asesinato de He Jin y la eliminación de la facción de los eunucos, el señor de la guerra Dong Zhuo aprovechó el vacío de poder para dirigir sus fuerzas a la capital imperial y tomar el control del gobierno central Han. Posteriormente depuso al emperador  Shao, le reemplazó por Liu Xie (Emperador Xian), y la emperatriz viuda fue envenenada.

## Familia y primeros años
La Señora He procedía del condado Wan (宛縣), comandancia de Nanyang (南陽郡), en la actual Nanyang, Henan. A diferencia de la mayoría de las emperatrices de la dinastía Han, no era de nacimiento noble; su padre, He Zhen (何真), era carnicero. El apellido de su madre es desconocido, pero su nombre era "Xing" (興). Tenía dos medio hermanos, He Jin y He Miao (何苗), y una hermana más joven que sería casada con el hijo adoptado del eunuco Zhang Rang.
Se rumoreaba que entró al harén imperial del Emperador Ling después de que su familia sobornara a los eunucos encargados de seleccionar mujeres para servir al emperador. En 176, dio un hijo al emperador, Liu Bian, que acabó siendo el hijo mayor sobreviviente del soberano porque sus otros hijos varones nacidos antes habían fallecido al nacer o muy niños. Como el Emperador Ling creía que había perdido a sus hijos anteriores debido a mala suerte, ordenó a Shi Zimiao (史子眇), un monje taoísta, que criara al bebé recién nacido protegiéndole con sus artes mágicas; a Liu Bian le concedió el título de "Marqués Shi" (史侯). Su madre resultó altamente favorecida por el emperador Ling, que le otorgó el rango de "Honorable Dama" (貴人). Era conocida por ser celosa y cruel. Las otras mujeres del harén del emperador le tenían miedo.

## Como emperatriz
En 180, el emperador nombró a la Honorable Dama He emperatriz para reemplazar a la Emperatriz Song, depuesta en 178. Al año siguiente, el emperador otorgó títulos a sus padres para honrarles: su padre difunto, He Zhen, recibió el nombramiento póstumo de "General de los carros de caballería" (車騎將軍) y el título "Marqués Xuande de Wuyang" (舞陽宣德侯); su madre fue titulada "Señora de Wuyang" (舞陽君).
Por entonces, una de las consortes del emperador Ling, la Hermosa Señora Wang (王美人), quedó embarazada. Temiendo a la celosa emperatriz, tomó pociones abortivas durante el embarazo, pero no surtieron efecto. En 181, después de que la Señora Wang diera a luz un hijo, Liu Xie, la emperatriz ordenó envenenarla. El emperador Ling se puso furioso cuando lo descubrió y quiso deponer a la Emperatriz He, pero los eunucos consiguieron persuadirle de que perdonara a la emperatriz. El huérfano Liu Xie fue criado por su abuela, la Emperatriz Viuda Dong, y se le dio el título de "Marqués Dong" (董侯).
Cuando sus súbditos le pidieron que nombrara a uno de sus hijos príncipe heredero, el Emperador Ling tuvo un dilema entre Liu Bian y Liu Xie, sus únicos dos hijos supervivientes. Sentía que Liu Bian no era apto para ser emperador porque era frívolo e incapaz de imponer respeto, así que prefería a Liu Xie. Sin embargo, también le preocupaba que si elegía a Liu Xie, la emperatriz acudiría a su medio hermano, He Jin, en busca de ayuda. He Jin ocupaba el cargo de General en jefe (大將軍) y era una figura muy influyente en la corte imperial. Finalmente no nombró a ninguno de sus hijos príncipe heredero.

## Como emperatriz viuda
Cuando el Emperador Ling enfermó gravemente en 189, confió en secreto a su hijo de ocho años Liu Xie a su asesor y eunuco, Jian Shuo. Al fallecer el emperador, Jian Shuo intentó atraer a He Jin a una trampa en palacio, asesinarle, y entonces instalar a Liu Xie en el trono. Sin embargo, Pan Yin (潘隱), otro eunuco que era también un conocido de He Jin, le advirtió del plan de Jian Shuo. He Jin regresó a su campamento militar y fingió encontrarse enfermo por lo que no tuvo que responder cuando fue convocado a palacio. El plan de Jian Shuo para hacer a Liu Xie emperador falló, así que Liu Bian de trece años fue entronizado y se convirtió en el Emperador Shao. La emperatriz He, como madre del nuevo emperador, se convirtió en emperatriz viuda y asistía a las sesiones de la corte imperial junto a su hijo. Como el Emperador Shao era todavía joven, el general en jefe He Jin y el gran tutor Yuan Wei (袁隗) sirvieron como sus regentes.
En el verano de 189, después de que Jian Shuo se enteró de que He Jin y sus subordinados planeaban asesinarle, intentó persuadir a sus amigos eunucos a unirse a él en su plan de asesinar a He Jin. Sin embargo, fueron persuadidos por Guo Sheng (郭勝), un eunuco cercano a la emperatriz viuda He, para rehusar la idea de Jian Shuo. He Jin posteriormente consiguió que Jian Shuo fuera arrestado y ejecutado, y luego tomó el control de las unidades militares anteriormente bajo el mando del eunuco. En el otoño de 189, Yuan Shao sugirió a He Jin eliminar la facción de los eunucos y consolidar su poder. La emperatriz viuda rechazó de inmediato la idea porque requeriría que ella interactuara con hombres regularmente, lo cual encontraba ofensivo e inmodesto. La madre de la emperatriz viuda, la Señora de Wuyang y He Miao (何苗) habían sido sobornados por los eunucos para protegerles, así que también se opusieron fuertemente al plan de He Jin, diciendo que debían mucho a los eunucos (ya que la emperatriz viuda se había convertido en consorte del emperador Ling con su ayuda).
He Jin entonces puso en práctica una sugerencia alternativa de Yuan Shao: instruyó en secreto a varios oficiales militares provinciales o señores de la guerra (Dong Zhuo, Wang Kuang, Qiao Mao y Ding Yuan) para dirigir sus tropas a las cercanías de Luoyang, la capital imperial, y que reclamaran abiertamente la ejecución de los eunucos, con la esperanza de presionar a la emperatriz viuda a actuar contra estos. Inicialmente se negó a dañar a los eunucos, pero cuando las fuerzas de Dong Zhuo se acercaron a Luoyang, ordenó a los eunucos abandonar el palacio y regresar a sus marquesados. (Muchos de los eunucos habían sido nombrados marqueses por el Emperador Ling.) La hermana menor de la emperatriz viuda se había casado con el hijo adoptado de Zhang Rang, el jefe eunuco. Zhang Rang le pidió ayuda, así que ella informó a su madre (la Señora de Wuyang), que a su vez habló con la emperatriz viuda He. La emperatriz viuda cedió y convocó a los eunucos de regreso a palacio.
A finales de agosto o septiembre de 189, los eunucos conspiraron para asesinar a He Jin. Emitieron una falsa orden imperial a nombre de la emperatriz viuda, indicando a He Jin que fuera a palacio para encontrarse con ella. He Jin cayó en la emboscada y murió a manos de los eunucos, que le declararon culpable de traición. Después de su muerte, sus subordinados Wu Kuang (吳匡) y Zhang Zhang (張璋), junto con Yuan Shao, Yuan Shu y otros, dirigieron sus tropas a palacio y mataron a los eunucos en venganza. Asesinaron indiscriminadamente a cualquiera que pareciera un eunuco; algunos jóvenes que carecían de vello facial, desesperados, se bajaron los pantalones ante los soldados para demostrar que no eran eunucos. Durante el ataque, los eunucos tomaron a la emperatriz viuda He, al emperador Shao y al príncipe de Chenliu (Liu Xie) como rehenes y huyeron con ellos de palacio. Lu Zhi interceptó al eunuco Duan Gui (段珪) y salvó a la emperatriz viuda de él. He Miao, que simpatizaba con los eunucos, fue asesinado por Wu Kuang y el hermano menor de Dong Zhuo, Dong Min (董旻). Más de 2 000 personas murieron en el ataque. El emperador Shao y el príncipe de Chenliu, que fueron sacados de palacio por los eunucos durante el caos, fueron finalmente encontrados cerca de la orilla del río y salvados por Lu Zhi y Min Gong (閔貢), que los trajeron de regreso sin incidentes.

## Muerte
El señor de la guerra Dong Zhuo finalmente llevó sus fuerzas a Luoyang, la capital imperial, y aprovechó el vacío de poder para tomar el control del gobierno central Han. En 190, depuso al Emperador Shao, que fue degradado a "Príncipe de Hongnong" y lo reemplazó por Liu Xie, el Príncipe de Chenliu, históricamente conocido como Emperador Xian. Una llorosa emperatriz viuda vio como su hijo era arrojado con fuerza de su trono, mientras los altos funcionarios observaban sin osar hacer nada por temor a enemistarse con Dong Zhuo. Posteriormente Dong Zhuo trasladó a la emperatriz viuda He al palacio de Yong'an (永安宮) y allí la envenenó. También asesinó a su madre, la Señora de Wuyang (舞陽君). Luego obligó al Emperador Xian a asistir al funeral de la emperatriz viuda en el pueblo de Fengchang (奉常亭), un distrito de Luoyang. Los altos funcionarios que asistieron al funeral fueron vestidos con colores sobrios pero no con el atuendo adecuado de luto; la ceremonia entera no correspondió al estatus de una emperatriz viuda. Fue enterrada en el Mausoleo Wenzhao (文昭陵) con el Emperador Ling como emperatriz en vez de emperatriz viuda, y póstumamente honrada como "Emperatriz Lingsi" (靈思皇后).